# Rhythm of Love (Scorpions)
Rhythm of Love è una canzone della band Hard rock/Heavy metal Scorpions inserita nell'album Savage Amusement, pubblicato nel 1988.
È stata scritta dal chitarrista Rudolf Schenker e dal cantante Klaus Meine.
In USA la canzone si è posizionata  #6 nel Mainstream Rock Chart e al #75 in Billboard Hot 100.
Rhythm of Love è presente anche nelle seguenti raccolte: Best of Rockers 'n' Ballads, 20th Century Masters: The Millennium Collection: The Best of Scorpions, Deadly Sting: The Mercury Years, Gold, Box of Scorpions, Bad for Good: The Very Best of Scorpions, Master Series.
Nel video musicale del brano compare la modella Joan Severance.

## Formazione
- Klaus Meine - voce
- Rudolf Schenker - chitarra ritmica
- Matthias Jabs - chitarra solista
- Francis Buchholz - basso
- Herman Rarebell - percussioni